# Viðskiptablaðið
Делова́я газе́та (исл. Viðskiptablaðið; произн. вѝдскифтабла́дид, от исл. viðskip «деловой, бизнес» + исл. tablaðið «таблоид, журнал, газета») — еженедельное исландское издание, специализирующееся на теме бизнеса, экономики и национальных отношений.

## История
Газета была основана 20 апреля 1994 года как еженедельник, посвящённый вопросам бизнеса и экономики. Её первым редактором был Оули Бьёдн Каурасон. В январе 2004 года газета стала выходить два раза в неделю, а в феврале 2007 года — четыре раза в неделю. В ноябре 2008 года она была вновь стала издаваться раз в неделю. В том же месяце газета была куплена компанией Myllusetur ehf., которая также издаёт Fiskifréttir и Frjáls Verslun.